# Исаи (село)

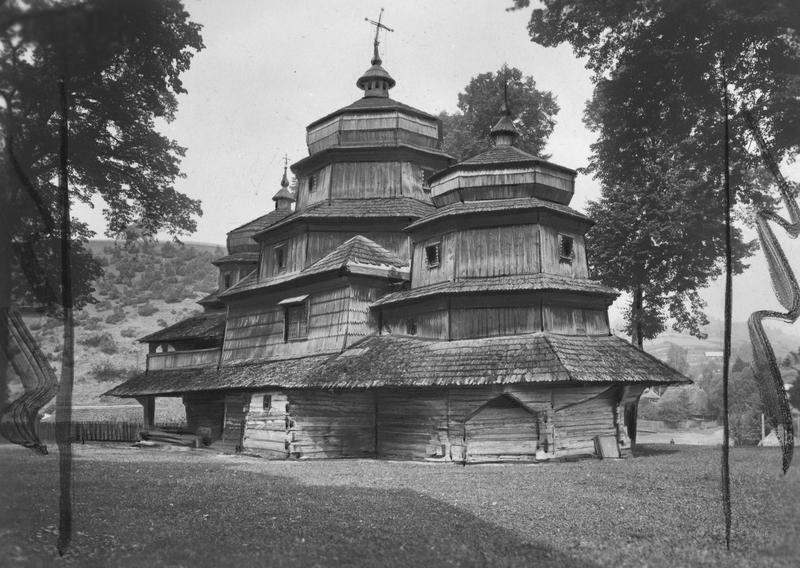
Деревянная церковь св. Арх. Михаила (1663) в с. Исаи (фото 1937 г.)

Иса́и  или Иса́ив (укр. Ісаї) — село в Турковской городской общине Самборского района Львовской области Украины.
Расположено в 14 км от города Турка, в 6 км от железнодорожной станции Яворы на берегах речки Стрый, Рядом проходит автомобильная дорога Турка-Сходница-Дрогобыч.
В центре села рядом с каменным храмом (1930) находится деревянная трехсрубная трехверхая церковь св. Арх. Михаила — памятник архитектуры национального значения. Первое упоминание о ней встречается в документах 1507 г. Существующее деревянное сооружение было построено в 1663 мастером Ильей Пантелимоном. В церкви сохранился четырёхъярусный, резьбленый и золоченый иконостас 1663 г. Рядом расположена деревянная четырёхъярусная колокольня, построенная в 1722 г., верхние ярусы которой имеют аркадные галереи. Колокольня раньше была надвратной.
Церковь св. Арх. Михаила — одна из «оригинальной карпатской троицы» (церкви в Сколе, Верхней Рожанке, Исаи), сохранившихся до наших дней.

## Население
- 1921—1668 жителей.
- 1989—1122 (533 муж., 589 жен.)[1]
- 2001—939[2].